# Campeonato Mundial de Balonmano Masculino Junior de 2001
El XIII Campeonato Mundial de Balonmano Masculino Junior se celebró en Suiza entre el 20 de agosto y el 2 de septiembre de 2001 bajo la organización de la Federación Internacional de Balonmano (IHF) y la Federación Suiza de Balonmano.
Un total de 20 países compitieron por el título de campeón mundial junior, cuyo defensor era la selección de Dinamarca, ganadora del Mundial Junior de 1999. La selección de Rusia consiguió el título por segunda vez desde el desmembramiento de la URRS, al vencer en la final a España, por 31 goles contra 27; el bronce fue para el equipo de Suecia.

## Grupos
| Grupo A   | Grupo B   | Grupo C     | Grupo D                                    |
| --------- | --------- | ----------- | ------------------------------------------ |
| Rusia     | Egipto    | Suecia      | Polonia                                    |
| Croacia   | Dinamarca | Alemania    | República Federal Socialista de Yugoslavia |
| Noruega   | Argentina | Hungría     | Brasil                                     |
| España    | Suiza     | Bielorrusia | Túnez                                      |
| Eslovenia | Argelia   | Kuwait      | Catar                                      |

## Ronda Previa
Los primeros tres de cada grupo alcanzan la fase principal. Los equipos restantes juegan entre sí por los puestos 13 a 20.

### Grupo A
| Equipo    | J | G | E | P | GF  | GC  | DG  | PTS |
| --------- | - | - | - | - | --- | --- | --- | --- |
| España    | 4 | 3 | 0 | 1 | 123 | 106 | +17 | 6   |
| Croacia   | 4 | 2 | 0 | 2 | 104 | 115 | -11 | 4   |
| Rusia     | 4 | 2 | 0 | 2 | 105 | 95  | +10 | 4   |
| Eslovenia | 4 | 2 | 0 | 2 | 117 | 112 | +5  | 4   |
| Noruega   | 4 | 1 | 0 | 3 | 98  | 119 | -21 | 2   |

- Resultados

| Partido   | Partido | Partido   | Resultado |
| --------- | ------- | --------- | --------- |
| Croacia   | -       | Rusia     | 22-21     |
| Eslovenia | -       | Noruega   | 31-24     |
| Eslovenia | -       | Rusia     | 26-28     |
| España    | -       | Noruega   | 34-22     |
| España    | -       | Croacia   | 32-26     |
| Noruega   | -       | Rusia     | 19-29     |
| Eslovenia | -       | Croacia   | 29-31     |
| España    | -       | Rusia     | 28-27     |
| Croacia   | -       | Noruega   | 25-33     |
| España    | -       | Eslovenia | 29-31     |

### Grupo B
| Equipo    | J | G | E | P | GF  | GC  | DG  | PTS |
| --------- | - | - | - | - | --- | --- | --- | --- |
| Dinamarca | 4 | 4 | 0 | 0 | 112 | 72  | +40 | 8   |
| Egipto    | 4 | 3 | 0 | 1 | 92  | 93  | -1  | 6   |
| Argelia   | 4 | 1 | 1 | 2 | 103 | 108 | -5  | 3   |
| Suiza     | 4 | 1 | 0 | 3 | 93  | 106 | -13 | 2   |
| Argentina | 4 | 0 | 1 | 3 | 77  | 98  | -21 | 1   |

- Resultados

| Partido   | Partido | Partido   | Resultado |
| --------- | ------- | --------- | --------- |
| Suiza     | -       | Argentina | 27-17     |
| Dinamarca | -       | Argelia   | 30-26     |
| Egipto    | -       | Suiza     | 31-26     |
| Dinamarca | -       | Argentina | 23-13     |
| Egipto    | -       | Argelia   | 23-21     |
| Argelia   | -       | Argentina | 29-29     |
| Dinamarca | -       | Suiza     | 31-14     |
| Egipto    | -       | Argentina | 19-18     |
| Egipto    | -       | Dinamarca | 19-28     |
| Suiza     | -       | Argelia   | 26-27     |

### Grupo C
| Equipo      | J | G | E | P | GF  | GC  | DG  | PTS |
| ----------- | - | - | - | - | --- | --- | --- | --- |
| Hungría     | 4 | 3 | 1 | 0 | 127 | 112 | +15 | 7   |
| Suecia      | 4 | 3 | 0 | 1 | 129 | 107 | +22 | 6   |
| Alemania    | 4 | 2 | 0 | 2 | 122 | 114 | +8  | 4   |
| Bielorrusia | 4 | 1 | 1 | 2 | 109 | 124 | -15 | 3   |
| Kuwait      | 4 | 0 | 0 | 4 | 97  | 127 | -30 | 0   |

- Resultados

| Partido     | Partido | Partido  | Resultado |
| ----------- | ------- | -------- | --------- |
| Hungría     | -       | Kuwait   | 33-24     |
| Suecia      | -       | Alemania | 31-30     |
| Bielorrusia | -       | Kuwait   | 29-23     |
| Hungría     | -       | Alemania | 31-27     |
| Bielorrusia | -       | Suecia   | 23-38     |
| Hungría     | -       | Suecia   | 31-29     |
| Kuwait      | -       | Alemania | 27-34     |
| Bielorrusia | -       | Alemania | 25-31     |
| Bielorrusia | -       | Hungría  | 32-32     |
| Suecia      | -       | Kuwait   | 31-23     |

### Grupo D
| Equipo                                     | J | G | E | P | GF  | GC  | DG  | PTS |
| ------------------------------------------ | - | - | - | - | --- | --- | --- | --- |
| República Federal Socialista de Yugoslavia | 4 | 3 | 0 | 1 | 116 | 106 | +10 | 6   |
| Polonia                                    | 4 | 3 | 0 | 1 | 115 | 97  | +18 | 6   |
| Brasil                                     | 4 | 2 | 0 | 2 | 100 | 91  | +9  | 4   |
| Catar                                      | 4 | 2 | 0 | 2 | 85  | 96  | -11 | 4   |
| Túnez                                      | 4 | 0 | 0 | 4 | 89  | 115 | -26 | 0   |

- Resultados

| Partido                                    | Partido | Partido | Resultado |
| ------------------------------------------ | ------- | ------- | --------- |
| Polonia                                    | -       | Brasil  | 22-21     |
| Túnez                                      | -       | Catar   | 19-21     |
| República Federal Socialista de Yugoslavia | -       | Brasil  | 29-25     |
| Polonia                                    | -       | Catar   | 30-18     |
| República Federal Socialista de Yugoslavia | -       | Túnez   | 31-27     |
| Polonia                                    | -       | Túnez   | 33-25     |
| Brasil                                     | -       | Catar   | 24-22     |
| República Federal Socialista de Yugoslavia | -       | Catar   | 23-24     |
| República Federal Socialista de Yugoslavia | -       | Polonia | 33-30     |
| Túnez                                      | -       | Brasil  | 18-30     |

## Ronda Emplazamiento

### Grupo P I
| Equipo      | J | G | E | P | GF  | GC | DG  | PTS |
| ----------- | - | - | - | - | --- | -- | --- | --- |
| Bielorrusia | 3 | 3 | 0 | 0 | 100 | 76 | +24 | 6   |
| Eslovenia   | 3 | 2 | 0 | 1 | 95  | 86 | +9  | 4   |
| Túnez       | 3 | 1 | 0 | 2 | 70  | 84 | -14 | 2   |
| Argentina   | 3 | 0 | 0 | 3 | 71  | 90 | -19 | 0   |

- Resultados

| Partido     | Partido | Partido     | Resultado |
| ----------- | ------- | ----------- | --------- |
| Eslovenia   | -       | Argentina   | 37-24     |
| Bielorrusia | -       | Túnez       | 36-19     |
| Túnez       | -       | Eslovenia   | 25-26     |
| Argentina   | -       | Bielorrusia | 25-27     |
| Argentina   | -       | Túnez       | 22-26     |
| Eslovenia   | -       | Bielorrusia | 32-37     |

### Grupo P II
| Equipo  | J | G | E | P | GF | GC | DG  | PTS |
| ------- | - | - | - | - | -- | -- | --- | --- |
| Noruega | 3 | 3 | 0 | 0 | 90 | 68 | +22 | 6   |
| Suiza   | 3 | 2 | 0 | 1 | 79 | 75 | +4  | 4   |
| Kuwait  | 3 | 0 | 1 | 2 | 76 | 83 | -7  | 1   |
| Catar   | 3 | 0 | 1 | 2 | 69 | 88 | -19 | 1   |

- Resultados

| Partido | Partido | Partido | Resultado |
| ------- | ------- | ------- | --------- |
| Catar   | -       | Kuwait  | 27-27     |
| Suiza   | -       | Noruega | 24-28     |
| Noruega | -       | Catar   | 32-18     |
| Kuwait  | -       | Suiza   | 23-26     |
| Noruega | -       | Kuwait  | 30-26     |
| Suiza   | -       | Catar   | 29-24     |

## Ronda Principal
Los dos primeros de cada grupo disputan las semifinales. 

### Grupo P I
| Equipo    | J | G | E | P | GF  | GC  | DG  | PTS |
| --------- | - | - | - | - | --- | --- | --- | --- |
| España    | 5 | 5 | 0 | 0 | 173 | 126 | +47 | 10  |
| Rusia     | 5 | 3 | 0 | 2 | 129 | 111 | +18 | 6   |
| Dinamarca | 5 | 3 | 0 | 2 | 126 | 117 | +9  | 6   |
| Egipto    | 5 | 2 | 0 | 3 | 113 | 136 | -23 | 4   |
| Croacia   | 5 | 2 | 0 | 3 | 128 | 128 | 0   | 4   |
| Argelia   | 5 | 0 | 0 | 5 | 117 | 168 | -51 | 0   |

- Resultados

| Partido   | Partido | Partido   | Resultado |
| --------- | ------- | --------- | --------- |
| Dinamarca | -       | Rusia     | 18-22     |
| Croacia   | -       | Egipto    | 23-24     |
| España    | -       | Argelia   | 51-25     |
| Dinamarca | -       | Croacia   | 27-22     |
| Egipto    | -       | España    | 25-34     |
| Rusia     | -       | Argelia   | 29-21     |
| España    | -       | Dinamarca | 28-23     |
| Rusia     | -       | Egipto    | 30-22     |
| Croacia   | -       | Argelia   | 35-24     |

### Grupo P II
| Equipo                                     | J | G | E | P | GF  | GC  | DG  | PTS |
| ------------------------------------------ | - | - | - | - | --- | --- | --- | --- |
| Hungría                                    | 5 | 4 | 0 | 1 | 148 | 139 | +9  | 8   |
| Suecia                                     | 5 | 4 | 0 | 1 | 162 | 140 | +22 | 8   |
| Alemania                                   | 5 | 3 | 0 | 2 | 140 | 125 | +15 | 6   |
| República Federal Socialista de Yugoslavia | 5 | 3 | 0 | 2 | 141 | 146 | -5  | 6   |
| Polonia                                    | 5 | 1 | 0 | 4 | 126 | 144 | -18 | 2   |
| Brasil                                     | 5 | 0 | 0 | 5 | 118 | 141 | -23 | 0   |

- Resultados

| Partido                                    | Partido | Partido                                    | Resultado |
| ------------------------------------------ | ------- | ------------------------------------------ | --------- |
| República Federal Socialista de Yugoslavia | -       | Alemania                                   | 19-31     |
| Hungría                                    | -       | Brasil                                     | 30-23     |
| Suecia                                     | -       | Polonia                                    | 37-26     |
| Alemania                                   | -       | Brasil                                     | 29-22     |
| República Federal Socialista de Yugoslavia | -       | Suecia                                     | 26-34     |
| Polonia                                    | -       | Hungría                                    | 26-30     |
| Suecia                                     | -       | Brasil                                     | 31-27     |
| Alemania                                   | -       | Polonia                                    | 23-22     |
| Hungría                                    | -       | República Federal Socialista de Yugoslavia | 26-34     |

## Partidos de Emplazamiento

### Partido por el 19º puesto
| Partido   | Partido | Partido | Resultado |
| --------- | ------- | ------- | --------- |
| Argentina | -       | Catar   | 24-30     |

### Partido por el 17º puesto
| Partido | Partido | Partido | Resultado |
| ------- | ------- | ------- | --------- |
| Túnez   | -       | Kuwait  | 21-23     |

### Partido por el 15º puesto
| Partido   | Partido | Partido | Resultado |
| --------- | ------- | ------- | --------- |
| Eslovenia | -       | Suiza   | 28-31     |

### Partido por el 13º puesto
| Partido     | Partido | Partido | Resultado |
| ----------- | ------- | ------- | --------- |
| Bielorrusia | -       | Noruega | 41-40     |

### Partido por el 11º puesto
| Partido | Partido | Partido | Resultado |
| ------- | ------- | ------- | --------- |
| Argelia | -       | Brasil  | 21-32     |

### Partido por el 9º puesto
| Partido | Partido | Partido | Resultado |
| ------- | ------- | ------- | --------- |
| Croacia | -       | Polonia | 33-32     |

### Partido por el 7º puesto
| Partido | Partido | Partido                                    | Resultado |
| ------- | ------- | ------------------------------------------ | --------- |
| Egipto  | -       | República Federal Socialista de Yugoslavia | 29-38     |

### Partido por el 5º puesto
| Partido   | Partido | Partido  | Resultado |
| --------- | ------- | -------- | --------- |
| Dinamarca | -       | Alemania | 20-21     |

## Fase final
|  | Semifinales | Semifinales |    |        | Final     | Final |  |
|  |             |             |    |        |           |       |  |
|  |             |             |    |        |           |       |  |
|  |             |             |    |        |           |       |  |
|  | España      | 30          |    |        |           |       |  |
|  | Suecia      | 28          |    |        |           |       |  |
|  |             |             |    |        |           |       |  |
|  |             |             |    |        |           |       |  |
|  |             |             |    |        | España    | 27    |  |
|  |             | Rusia       | 31 |        |           |       |  |
|  |             |             |    |        |           |       |  |
|  |             |             |    |        |           |       |  |
|  |             |             |    |        | 3º        |       |  |
|  |             |             |    |        |           |       |  |
|  | Hungría     | 27          |    | Suecia | 37        |       |  |
|  | Rusia       | 35          |    |        | Eslovenia | 26    |  |

## Medallero
| |        |        |
| Rusia | España | Suecia |
| Yuri Ozhered Evgeny Titov Anton Rubizov Dmitri Kovalev Vasily Filippov Alexander Gorbatikov Valery Miagkov Danil Chernov Alexei Burakin Oleg Frolov Andrei Filippov Alexander Boulakh Anton Diatchouk Mikhail Chipurin Alexei Peskov |        |        |
| Valentin Sichev |        |        |

## Estadísticas

### Clasificación general
| 1. Rusia                                      |
| 2. España                                     |
| 3. Suecia                                     |
| 4. Hungría                                    |
| 5. Alemania                                   |
| 6. Dinamarca                                  |
| 7. República Federal Socialista de Yugoslavia |
| 8. Egipto                                     |
| 9. Croacia                                    |
| 10. Polonia                                   |
| 11. Brasil                                    |
| 12. Argelia                                   |
| 13. Bielorrusia                               |
| 14. Noruega                                   |
| 15. Suiza                                     |
| 16. Eslovenia                                 |
| 17. Kuwait                                    |
| 18. Túnez                                     |
| 19. Catar                                     |
| 20. Argentina                                 |

## Máximos goleadores
| N.º | Nombre            | Goles |
| --- | ----------------- | ----- |
| 1   | Manuel Liniger    | 70    |
| 2   | Siarhei Rutenka   | 61    |
| 3   | B. Djordjevic     | 60    |
| 4   | Iker Romero       | 56    |
| 5   | Luka Žvižej       | 55    |
| 6   | Oleg Frolov       | 52    |
| 7   | Kristian Kjelling | 51    |
| 8   | A. Kourtchev      | 45    |
| 8   | Christian Zeitz   | 45    |
| 8   | N. Fakhri         | 45    |

Fuente: Hand action